# Dartmouth (Massachusetts)
Dartmouth es un pueblo ubicado en el condado de Bristol en el estado estadounidense de Massachusetts. En el Censo de 2010 tenía una población de 34.032 habitantes y una densidad poblacional de 134,72 personas por km².

## Geografía
Dartmouth se encuentra ubicado en las coordenadas 41°33′59″N 70°57′31″O / 41.56639, -70.95861. Según la Oficina del Censo de los Estados Unidos, Dartmouth tiene una superficie total de 252.61 km², de la cual 157.79 km² corresponden a tierra firme y (37.54%) 94.82 km² es agua.

## Demografía
Según el censo de 2010, había 34.032 personas residiendo en Dartmouth. La densidad de población era de 134,72 hab./km². De los 34.032 habitantes, Dartmouth estaba compuesto por el 92.04% blancos, el 2.55% eran afroamericanos, el 0.18% eran amerindios, el 1.91% eran asiáticos, el 0.02% eran isleños del Pacífico, el 1.45% eran de otras razas y el 1.85% pertenecían a dos o más razas. Del total de la población el 2.37% eran hispanos o latinos de cualquier raza.